# Reteporella monomorpha
Reteporella monomorpha is een mosdiertjessoort uit de familie van de Phidoloporidae. De wetenschappelijke naam van de soort is voor het eerst geldig gepubliceerd in 2004 door Hayward.